# ای‌اف‌سی کاپ ۲۴–۲۰۲۳
ای‌اف‌سی کاپ ۲۴–۲۰۲۳ بیستمین و آخرین دورهٔ مسابقات ای‌اف‌سی کاپ و دومین تورنومنت معتبر فوتبال آسیا بعد از مسابقات لیگ قهرمانان آسیا که توسط کنفدراسیون فوتبال آسیا برگزار می‌شود.
برنده مسابقات به طور خودکار برای لیگ قهرمانان نخبگان آسیا ۲۵–۲۰۲۴ واجد شرایط خواهد بود و در مرحله پلی آف مقدماتی شرکت می‌کنند، اگر قبلاً از طریق عملکرد داخلی خود واجد شرایط نشده باشند.

## فینال
| سنترال کوست مارینرز | ۱–۰ | العهد |
| ------------------- | --- | ----- |
|                     |     |       |

## قهرمان
| قهرمان ای‌اف‌سی کاپ ۲۴–۲۰۲۳ |
| ------------------------- |
| سنترال کوست مارینرز       |
| اولین قهرمانی             |